# Jay C. Higginbotham
Jay C. Higginbotham est un tromboniste de jazz américain né le 11 mai 1906 à Social Circle (Géorgie) et décédé le 26 mai 1973 à New York.

## Biographie
De 1928 à 1931, Jay C. Higginbotham est membre de l'orchestre de Luis Russell. Il enregistre des faces comme membre de cette formation où l'on entend parfois Louis Armstrong à la trompette. Il enregistre aussi deux titres sous son propre nom (« J.C. Higginbotham and His Six Hicks »). Il joue ensuite dans les big bands de Fletcher Henderson, Chick Webb et Benny Carter. De 1937 à 1940, on le retrouve dans la formation de Russell qui, à l'époque, est l'orchestre qui accompagne Louis Armstrong. De 1940 à 1947, Higginbotham joue dans le groupe du trompettiste Red Allen. Dans les années 1950-1960, il disparait petit à petit de la scène musicale, même si on peut l'entendre parfois à la tête de ses propres formations ou en compagnie de Red Allen.
Jay C. Higginbottham faisait, dans les années 1930, d'une virtuosité qui préfigurait celle les trombonistes de l'ère bebop. On écoutera, par exemple, l'introduction de « On the sunny side of the street » (15/11/1937).

## Discographie
Enregistrements :
- Doctor blues (avec Luis Russell, 1929)
- Saint Louis blues (avec Louis Armstrong, 1929)
- That's how i feel today (avec Mezz Mezzrow, 1937)
- When the Saints Go Marchin' In (avec Louis Armstrong, 1938)